# Tulasnella thelephora
Tulasnella thelephora är en svampart som tillhör divisionen basidiesvampar, och som först beskrevs av Hans Oscar Juel, och fick sitt nu gällande namn av Hans Oscar Juel. Tulasnella thelephora ingår i släktet Tulasnella, och familjen Tulasnellaceae. Arten är reproducerande i Sverige.